# Lituania ai Giochi della VIII Olimpiade
La Lituania al suo debutto olimpico, partecipò ai Giochi della VIII Olimpiade, svoltisi a Parigi dal 4 maggio al 27 luglio 1924, con una delegazione di 13 atleti impegnati in 2 discipline, senza aggiudicarsi medaglie.

## Risultati

### Calcio
| Atleta | Classifica |                     |
| --- | --- | ------------------- |
| V · D · M Nazionale lituana · Calcio ai Giochi Olimpici Estivi 1924 P Balčiūnas · P Darius · D Deringas · D Gelermanas · D Gvildys · D Hardingsonas · D Janušauskas · C Bartuška · C Byla · C Juozapaitis · C Razma · A Garbačiauskas · A Gecas · A Mikučiauskas · A Sabaliauskas · A Žebrauskas · CT : commissione tecnica | 17° |                     |
| Nazionale lituana · Calcio ai Giochi Olimpici Estivi 1924 | |                     |
| P Balčiūnas · P Darius · D Deringas · D Gelermanas · D Gvildys · D Hardingsonas · D Janušauskas · C Bartuška · C Byla · C Juozapaitis · C Razma · A Garbačiauskas · A Gecas · A Mikučiauskas · A Sabaliauskas · A Žebrauskas · CT: commissione tecnica                                                                      | P Balčiūnas · P Darius · D Deringas · D Gelermanas · D Gvildys · D Hardingsonas · D Janušauskas · C Bartuška · C Byla · C Juozapaitis · C Razma · A Garbačiauskas · A Gecas · A Mikučiauskas · A Sabaliauskas · A Žebrauskas · CT: commissione tecnica | Lituania (bandiera) |

### Ciclismo
| Ciclista            | Evento            | Finali    | Finali    |
| Ciclista            | Evento            | Risultato | Posizione |
| ------------------- | ----------------- | --------- | --------- |
| Isakas Anolikas     | Corsa individuale | Ritirato  | Ritirato  |
| Juozas Vilpišauskas | Corsa individuale | Ritirato  | Ritirato  |